# Steep Point

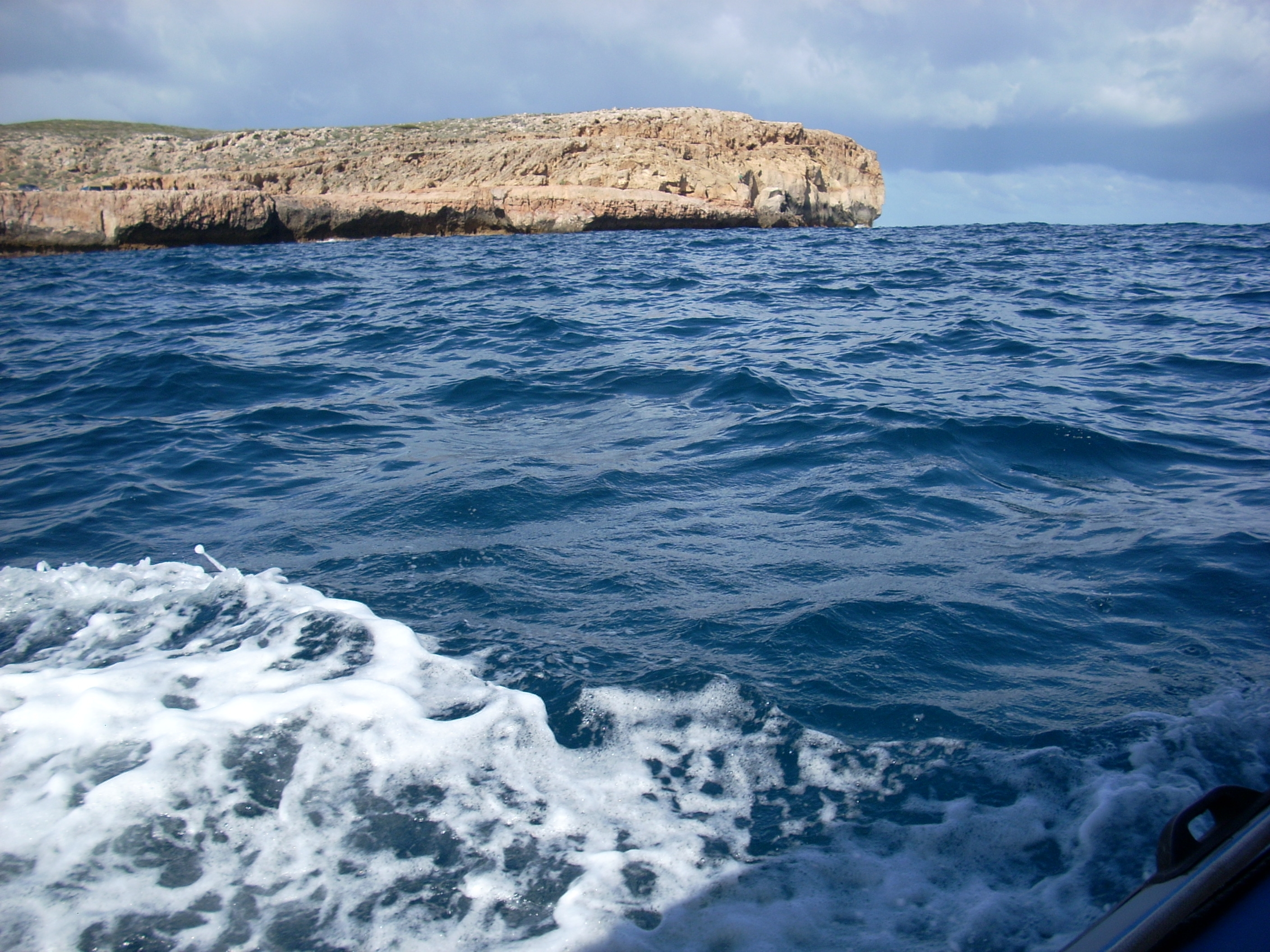
Steep Point widziany z South Passage

Steep Point – najdalej na zachód wysunięty punkt lądu stałego kontynentu australijskiego. Znajduje się w obrębie Zatoki Rekina, w pobliżu ujścia rzeki Gascoyne w Australii Zachodniej.
Wyspa Dirk Hartog, nazwana na cześć holenderskiego podróżnika i odkrywcy Dirka Hartoga leży w bezpośredniej bliskości Steep Point, za wąską cieśniną o nazwie South Passage.
Najbliższymi miejscowościami są Denham i Carnarvon na południowym i północnym krańcu Zatoki Rekina. Steep Point leży w odległości około 185 km na zachód od Północnozachodniej Autostrady Nadbrzeżnej (ang. North West Coastal Highway).
Steep Point jest często wymieniany jako punkt odniesienia do innych miejsc w okolicy – dobrym przykładem jest miejsce odnalezienia wraku lekkiego krążownika HMAS Sydney.
Dojazd do Steep Point możliwy jest jedynie pojazdami z napędem na cztery koła za zezwoleniem lub łodzią.